# Sigmundur Davíð Gunnlaugsson
Pour les articles homonymes, voir Gunnlaugsson.
Sigmundur Davíð Gunnlaugsson (prononcé [ˈsɪɣmʏntʏr ˈtaːvið ˈkʏnløyxsɔn] en islandais), né le 12 mars 1975 à Reykjavik, est un homme d'État islandais. Il est Premier ministre du 23 mai 2013 au 7 avril 2016 et président du Parti du progrès (Fram) entre 2009 et 2016.
En avril 2016, son nom est cité dans l'affaire des Panama Papers, le poussant à la démission.

## Biographie

### Famille et enfance
Il est le fils de Gunnlaugur Magnús Sigmundsson, ancien député du Fram à l'Althing et ex-responsable d'Icelandair. Il passe une partie de son enfance à Washington DC, où son père est employé de la Banque mondiale entre 1982 et 1985.

### Formation et vie professionnelle
Ayant accompli ses études secondaires au « Menntaskólinn í Reykjavík », le plus vieux lycée d'Islande, il entre en 1995 à l'université d'Islande afin d'y étudier les sciences économiques et politiques. Il effectue une partie de ses études supérieures à Moscou et Copenhague. Il fait également des études de doctorat de sciences politiques à l'université d'Oxford.
En 2000, il commence à travailler, comme journaliste à temps partiel à Ríkisútvarpið (RÚV), le service public islandais de radiodiffusion et de télévision.

### Parcours politique

#### Président du Fram
Il est élu président du Parti du progrès le 18 janvier 2009, à peine quelques mois après son adhésion. Il l'emporte par 56 % des voix au second tour de scrutin contre Höskuldur Þórhallsson. Au premier tour, Gunnlaugsson avait obtenu 40,9 % des suffrages, contre 37,9 % à son principal adversaire.
Aussitôt, il propose que le Fram soutienne un gouvernement minoritaire de gauche formé par l'Alliance (Sam) et le Mouvement des verts et de gauche (Vg), dont le mandat serait d'organiser des élections anticipées. À l'issue de ce scrutin, tenu le 25 avril 2009, au cours duquel il est élu pour la première fois député à l'Althing, son parti remporte 14,8 % des voix, soit une progression de trois points, et compte 9 députés sur 63, soit deux de plus, par rapport aux élections de 2007.

#### Premier ministre
Comptant, avec Bjarni Benediktsson du Parti de l'indépendance (Sja), comme favori pour le poste de Premier ministre lors des élections législatives du 27 avril 2013, il se classe en deuxième position avec 24,4 % des suffrages et 19 députés. Le Sja, avec 26,7 % des voix, obtient le même nombre d'élus.
Malgré cela, il est chargé dès le 30 avril par le président de la République, Ólafur Ragnar Grímsson, de former le nouveau gouvernement. Ayant rempli sa mission, il est investi Premier ministre le 23 mai et dirige un cabinet de coalition entre son parti et le Parti de l'indépendance (Sja).
Il est éclaboussé par le scandale des Panama Papers au début du mois d'avril 2016. Dès le 4 avril, plusieurs milliers d'Islandais manifestent demandant sa démission. Le nombre de manifestants est estimé entre 22 000 et 24 000 sur les 330 000 habitants que compte l'île,. Une pétition en ligne, signée par plus de 28 000 personnes, réclame également sa démission,. 
Le 5 avril, il annonce au Parti du progrès qu'il se met en retrait de la direction du gouvernement tout en restant à la tête du parti,. Le lendemain, le 6 avril, les deux partis de la coalition s'accordent pour convoquer des élections anticipées à l'automne et désigner Sigurður Ingi Jóhannsson, ministre de l'Agriculture issu du Fram, comme nouveau Premier ministre. Ingi Jóhannsson prend ses fonctions le lendemain.

## Suite
Au cours du congrès du Fram convoqué le 3 octobre 2016, il est battu au cours de l'élection à la présidence du parti par Sigurður Ingi Jóhannsson, qui le défait par 52,7 % des voix contre 46,8 %. Fin 2018, il est impliqué dans une nouvelle affaire, l'enregistrement de 6 députés, dont lui, tenant des propos sexistes dans un bar de Reykjavik.